# Evangelische Kirche (Greuth)

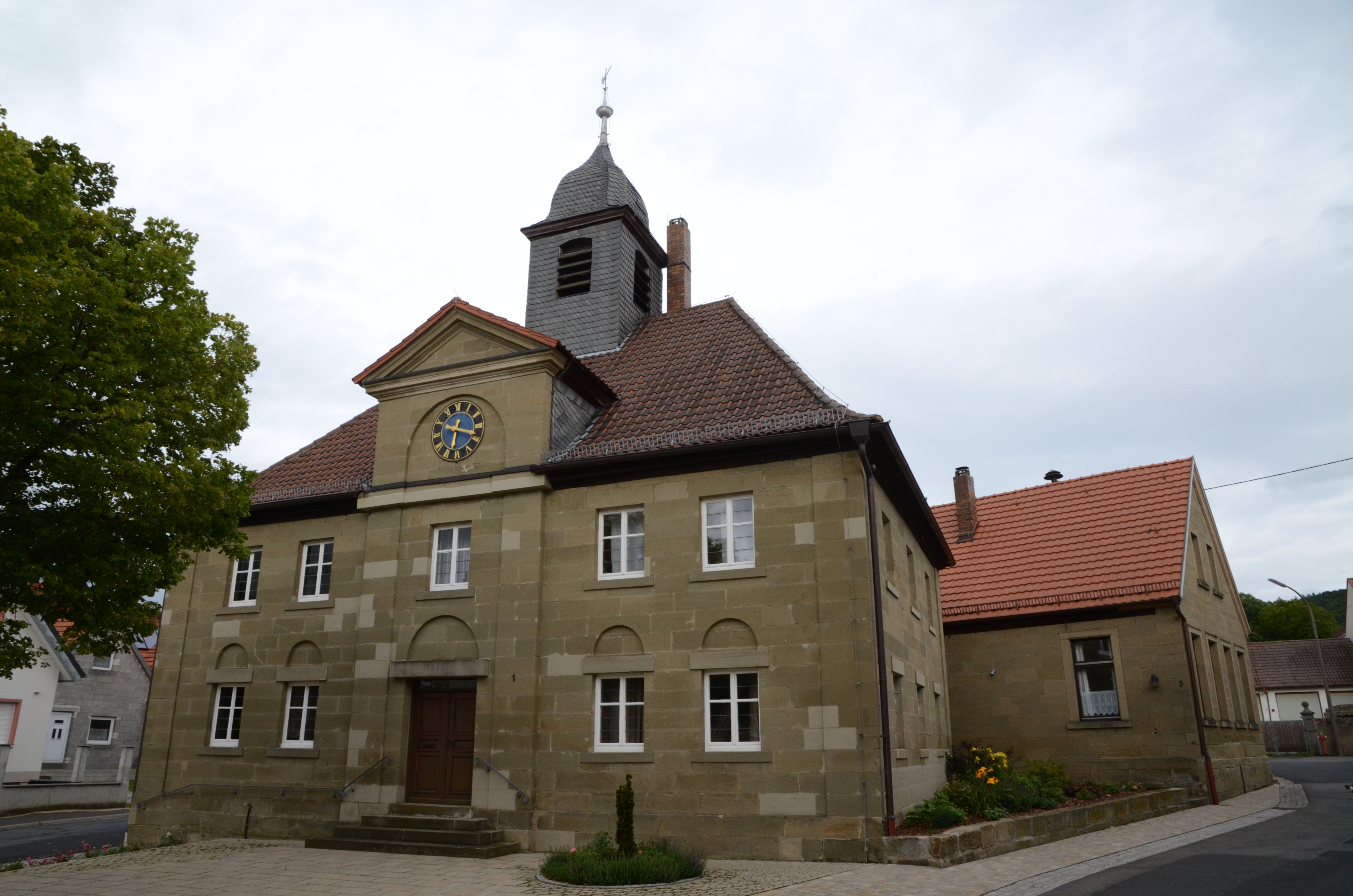
Die Kirche in Greuth

Die Evangelische Kirche im unterfränkischen Greuth ist das Gotteshaus des Casteller Ortsteils. Errichtet wurde die Kirche als Schulhaus der Gemeinde. Sie steht an der Bürgermeister-Wolfgang-Brügel-Straße im Zentrum von Greuth.

## Geschichte
Die Gemeinde Greuth erbaute zwischen 1702 und 1708 ein neues Schul- und Gemeindehaus. Der Bau war aber bereits nach 100 Jahren baufällig und es entstand an der gleichen Stelle in den Jahren 1808 bis 1811 ein größeres Gebäude. Baumeister waren die Casteller Maurer Hofmann und Lauer. Das Haus wurde in der linken Gebäudehälfte mit einem Betsaal ausgestattet, der sich über zwei Stockwerke erstreckte.
Die rechte Haushälfte nahm das Schulzimmer ein. Darüber hatte der Dorfmeister, eine Art Bürgermeister, seinen Sitz. Die Einweihung der Kirche fand am 24. März 1811 statt. Anwesend waren neben dem Grafen Christian zu Castell auch mehrere Geistliche aus Castell, Abtswind und Rüdenhausen. Gleichzeitig erhielt die Gemeinde einen eigenen Friedhof, zuvor waren die Toten auf dem Friedhof in Castell begraben worden.
Im Jahr 1816 verlegte man die Kirchweih vom 24. Februar auf den 12. September. Im Jahr 1856 fanden erstmals Renovierungen am Gebäude statt. 1890 wurde ein neues Schulhaus an die Kirche angebaut, in dem bis 1966 die Schüler unterrichtet wurden. 1963/1964 renovierte die Gemeinde die Kirche. Eine umfassende Erneuerung fand im Jahr 2001 statt. Die Kirche ist vom Bayerischen Landesamt für Denkmalpflege als Baudenkmal eingeordnet.

## Architektur
Die Kirche präsentiert sich als schlichter Sandsteinquaderbau. Geprägt wird sie vom Mittelrisalit mit seiner zurückhaltenden Gliederung. Den Mittelpunkt des Risalits bildet die Uhr. Der Bau ist zweigeschossig mit einer Fensterreihe. Es schließt mit einem Walmdach ab. Der Kirche wurde ein kleiner Dachreiter aufgesetzt. Das Kirchengebäude ist mit der dahinterliegenden ehemaligen Schule durch einen Gang verbunden.

## Ausstattung
Den Mittelpunkt der Ausstattung bildet der Kanzelaltar. Er wurde dem in der Johanneskirche im Stil des Neoklassizismus in Castell nachempfunden. Eine umlaufende Empore ist mit der Kanzel verbunden. Im Jahr 1856 wurde erstmals eine Orgel des Bamberger Orgelbauers Carl Friedrich Geyer angeschafft, die im Jahr 1983 gründlich überholt werden musste. Sie befindet sich heute auf der Empore.
Im Dachreiter wurden bereits kurz vor der Einweihung drei Glocken aufgehängt. 1869 sprang die große Glocke und wurde von der Heidingsfelder Firma Klaus umgegossen. Alle drei mussten im Ersten Weltkrieg abgegeben werden und wurden eingeschmolzen. 1922 kamen neue Glocken nach Greuth. Sie tragen folgende Inschriften: „Seid fröhlich in Hoffnung“ (12-Uhr-Glocke), „Geduldig in Trübsal“ (11-Uhr-Glocke) und „Haltet an im Gebet“ (1-Uhr-Glocke).